# اینکورت
اینکورت (به فرانسوی: Aincourt) یک کمون در فرانسه است که در Canton of Magny-en-Vexin واقع شده‌است.

## خصوصیات
اینکورت ۱۰٫۰۳ کیلومترمربع مساحت و ۹۴۰ نفر جمعیت دارد.